# سکیربیشوو
سکیربیشوو (به لهستانی:  Skierbieszów) یک روستا در لهستان است که در گمینا سکیربیشوو واقع شده‌است. سکیربیشوو ۱٬۳۱۷ نفر جمعیت دارد و ۲۰۸ متر بالاتر از سطح دریا واقع شده‌است.